# 가우스 자기 법칙
가우스 자기 법칙(Gauss's law for magnetism)은 닫힌 곡면에 대해서 그 곡면을 지나는 자기력선의 수(자기장)와 곡면으로 둘러싸인 공간 안의 자기원천의 관계를 나타내는 물리법칙이다. 가우스 법칙을 적분형태로 쓰면 다음과 같다.
{\displaystyle \Phi =\oint _{A}\mathbf {B} \cdot d\mathbf {A} =0}
여기서 {\displaystyle \mathbf {B} }은 자기장벡터, {\displaystyle d\mathbf {A} }는 표면 A 위의 미소 면적을 나타내는 벡터로 그 지점의 접평면에서 바깥쪽을 향하는 법선벡터를 뜻하고 {\displaystyle \oint _{A}}는 표면 A전체에 대한 면적분을 뜻한다.
자성에 대한 가우스 법칙의 미분형은 다음과 같이 쓸 수 있다.
{\displaystyle \nabla \cdot \mathbf {B} =0}
여기서 {\displaystyle \nabla \cdot }는 발산(divergence), B는 자기장벡터이다.
즉, 이 법칙은 자석의 N극과 S극이 같이 있어야 하며 고립된 자극이 없음을 나타내는 법칙이다.

## 같이 보기
- 맥스웰 방정식
- 발산 정리
- 카를 프리드리히 가우스